# São Desidério (ort)
São Desidério är en ort i Brasilien.   Den ligger i kommunen São Desidério och delstaten Bahia, i den östra delen av landet, 500 km nordost om huvudstaden Brasília. São Desidério ligger 503 meter över havet och antalet invånare är 7 295.
Terrängen runt São Desidério är platt åt sydost, men åt nordväst är den kuperad. São Desidério ligger nere i en dal. Runt São Desidério är det mycket glesbefolkat, med 2 invånare per kvadratkilometer.. Det finns inga andra samhällen i närheten.
Omgivningarna runt São Desidério är huvudsakligen savann.